# 上安平洌子
上安平洌子（かみやすひら きよこ）は元日本放送協会アナウンサー。現食品安全委員会委員。

## 人物
東京都目黒区出身。東京大学卒業。
1971年、NHK放送センターのアナウンサーとして入局。1987年報道局に異動、報道ディレクター。
1993年、NHK浦和（現・さいたま）放送局に異動、ディレクターとして3年間勤務後、放送センター報道局に復帰。2000年に広報局に異動。
2005年、NHK関連会社、NHK情報ネットワーク（現・NHKグローバルメディアサービス）に出向。企画制作プロデューサー、企画事業担当部長を歴任し、2010年退職。
2012年より食品安全委員会委員。

## 主な出演
- NHKニュース
- くらしのミニ辞典
- スタジオ102（アシスタントMC）
- こどもニュース
- こんばんはラジオセンター[1]
- おやすみの前に[1]